# Jean Pierre Dantan
Jean Pierre Dantan (28. prosince 1800, Paříž – 6. září 1869, Baden Baden) byl francouzský sochař a karikaturista.

## Život

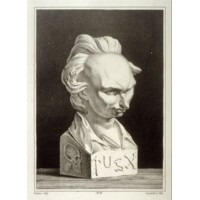
Dantanova karikatura spisovatele Victora Huga

Narodil se roku 1800 v Paříži do umělecké rodiny. Jeho otec byl řezbář, starší bratr Antoine-Laurent Dantan sochař a synovec Édouard Joseph Dantan se stal malířem. Vystudoval klasické sochařství se zaměřením na portrét na École nationale supérieure des beaux-arts v Paříži. Jeho učitelem byl sochař François-Joseph Bosio. Ateliéry měl v Paříži, Římě, nebo Londýně. Roku 1869 zemřel v Baden Badenu jako uznávaný umělec. Byl pohřben do hrobky na pařížském hřbitově Père Lachaise.
Věnoval se portrétní i funerální plastice a pro řadu měst vytvořil monumentální pomníky. Největšího úspěchu ale dosáhl jako tvůrce sochařských karikatur tehdejších známých osobností (herců, filozofů, malířů, skladatelů aj.). Ve své době byly jeho karikatury velmi módní a on jich (především z terakoty a sádry) vytvořil více než 400. Největší sbírku těchto karikatur (tzv. Dantanorama) shromáždilo a dodnes vlastní pařížské Musée Carnavalet. Největší mimofrancouzský soubor čítající 47 sošek (např. Balzac, Paganini, Liszt, Rossini) získala kněžna Charicléa Hohenlohe a na počátku 20. století jej věnovala Polabskému muzeu v Poděbradech. Dantanorama patří mezi nejcennější soubory ve sbírkách poděbradského muzea.